# 자몰리딘 아브두자파로프
자몰리딘 미르가리파노비치 아브두자파로프(우즈베크어: Jamoliddin Mirgarifanovich Abdujaparov, 러시아어: Джамолиди́н Миргари́фанович Абдужапа́ров, 1964년 2월 28일~)는 우즈베키스탄의 은퇴한 자전거 경기 선수이다. 저돌적인 경기 방식으로 인해 타슈켄트의 공포라는 별명을 얻었으며 투르 드 프랑스 포인트 부문 3회 우승(1991, 1993, 1994), 지로 디탈리아 포인트 부문 1회 우승(1994), 부엘타 아 에스파냐 포인트 부문 1회 우승(1992)을 달성했다.
소련과 우즈베키스탄 국가대표 선수로 활동하면서 1988년 하계 올림픽과 1996년 하계 올림픽에 참가했고 세계 선수권 대회에 2회 참가했다.